# 新宿昭和館
新宿昭和館（しんじゅくしょうわかん）は、かつて東京都新宿区三丁目にあった任侠映画専門の名画座である。定員は291席。地階に成人映画専門の昭和館地下劇場（定員212席）を併設していた。
跡地にはSHOWAKAN-BLD.（昭和館ビル）が新築され、同ビル3階にミニシアター「K's cinema」（ケイズシネマ）が2004年3月6日にオープンしている。

## 歴史

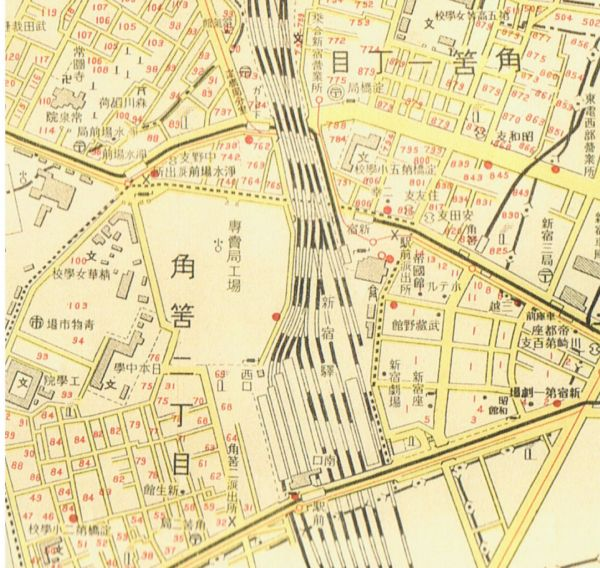
新宿駅を中心とした1937年（昭和12年）の地図。駅の東側（右側）の角筈町1丁目（現在の新宿3丁目）に、同館のほか武蔵野館、新宿劇場（第一次）、新宿座、新宿帝国館等が密集している。

- 1932年（昭和7年）12月22日 - 洋画上映館として開館。当館が開業するまでの東京府豊多摩郡淀橋町（当時）内の映画館は、新宿武蔵野館（同町大字角筈1-1）、新宿劇場（同）、新宿帝国館（同）、新宿電気館（同町大字柏木1-92）、新生館（同町大字角筈2-60）、成子不二館（同町大字柏木1-191）の6館しかなかった[2][3]。
- 1944年（昭和19年）4月 - 戦時建物疎開により取り壊し、閉館
- 1951年（昭和26年）7月13日 - 新建屋完成により上映再開。開館当初は洋画を上映していたが、秋より新東宝封切館に移行。

- 『名月赤城山』『三太頑張れッ!』（1953年2月11日付新聞広告）。館名リスト右から2番目に「新宿昭和館」の文字列が確認できる。
- 『右門捕物帖 からくり街道』（1953年3月18日付新聞広告）。館名リスト右から2番目に「新宿昭和館」の文字列が確認できる。

- 1956年（昭和31年）4月28日 - 名画座路線の昭和館地下劇場開館
- 1958年（昭和33年） - 新東宝の封切館からはずれ、名画座路線に
- 1965年（昭和40年）頃 - 東映任侠路線の上映を開始
- 1975年（昭和50年）頃 - 地下劇場にて成人映画の上映を開始
- 2001年（平成13年）7月13日 - 新建屋が開館50周年を迎える
- 2002年（平成14年）4月30日 - 建物老朽化により閉館

## 関連書籍
- 川原テツ 『名画座番外地「新宿昭和館」傷だらけの盛衰記』、幻冬舎、2007年7月 ISBN 434401362X